# Perigrapha (schimmel)
Perigrapha is een geslacht van schimmels in de orde Arthoniales. De typesoort is Perigrapha superveniens. De familie is nog niet eenduidig bepaald (Incertae sedis). 

## Soorten
Volgens Index Fungorum bevat het geslacht vijf soorten (peildatum september 2021):
| Soortnaam                | Auteur(s)                           | Publicatiejaar |
| ------------------------ | ----------------------------------- | -------------- |
| Perigrapha cetrariae     | Zhurb.                              | 2018           |
| Perigrapha lobariae      | Zhurb.                              | 2015           |
| Perigrapha nitida        | Ertz, Diederich, Christnach & Wedin | 2005           |
| Perigrapha phaeophysciae | Etayo & Pérez-Vargas                | 2013           |
| Perigrapha superveniens  | (Nyl.) Hafellner                    | 1996           |